# Іллінська вулиця (Київ)
Іллі́нська ву́лиця — вулиця у Подільському районі м. Києва, на Подолі. Простягається від Контрактової площі до Набережно-Хрещатицької вулиці.
Прилучаються вулиці Братська, Волоська і Почайнинська.

## Історія
Одна з найдавніших вулиць Києва. Назва походить від Іллінської церкви, що знаходиться у кінці вулиці (збудована 1692 року). Збереглося багато будинків XIX століття.
У будинку № 5/8 в свій час мешкала родина професора Київської духовної академії О. І. Булгакова (цей будинок колись використовувався для викладачів навчального закладу).

## Пам'ятки архітектури

### Будинок №16/6
Житловий будинок по вул. Іллінській, 16/6 — пам'ятка архітектури середини XIX століття Формує ріг Іллінської та Волоської вулиць. Це двоповерховий, цегляний будинок; має прибудови з боку дворових фасадів. Композицію і деталі фасаду виконано в стилі класицизму. В архітектурному оздобленні використані лиштви вікон, прямі сандрики, карнизи, рустовані пілястри.

### Будинок №20
Житловий будинок по вул. Іллінській, 20 — пам'ятка архітектури середини XIX століття Розташований в ряді забудови кварталу, впритул до сусіднього будинку № 22 і поруч з ансамблем Іллінської церкви. Є рідкісним зразком малоповерхового житла галерейного типу середини XIX століття, що розповсюджене в забудові Подолу. Архітектура виконана в стилі класицизму, планування характерне для 50—60-х років XIX століття.
Будинок двоповерховий, цегляний, тинькований; у плані прямокутний, з двома невеликими однокамерними прибудовами по краях внутрішнього подвір'я. Широкий центральний проїзд поділяє будівлю на дві частини. Дах вальмовий і критий залізом, перекриття — плоскі дерев'яні. На другий поверх ведуть зовнішні одномаршові дерев'яні сходи, що з'єднані з дерев'яною галереєю вздовж дворового фасаду. Внутрішнє планування — анфіладно-коридорного характеру.
Головний фасад виконаний за класицистичною симетричною схемою із застосуванням архітектурного декору доби пізнього класицизму. Його площина поділяється на два яруси, кожен із ярусів членується пілястрами спрощеного тосканського ордера на сім рівних за шириною прясел. Центральне прясло вміщує проїзд з лучкового перемичкою, зверху — спарені прорізи, звернені до балкона. Прямокутні вікна і двері нижнього ярусу оздоблені лучковими сандриками, аркові прорізи другого поверху — прямими карнизними сандриками та нішками.

### Будинок №22
Житловий будинок по вул. Іллінській, 22 — пам'ятка архітектури в стилі нео-ренесансу, зведена у 1880 році. Серед типової малоповерхової забудови Подолу 2-ї половини XIX століття виділяється майстерністю виконання з тесаної й рядової цегли ренесансного архітектурного декору. Розташований в ряді забудови кварталу. Належав купцю Ф. Селюку.
Будинок півтораповерховий, цегляний; у плані Г-подібний; стіни нетиньковані, пізніше побілені. Цокольний поверх перекритий невеликими цегляними склепіннями на металевих прогонах, перекриття верхнього поверху — плоскі по дерев'яних балках. Дах покритий гофрованим шифером. Система внутрішнього планування — анфіладно-коридорна.
Головний фасад — симетричний, оздоблений пишним цегляним архітектурним декором. Площини стін пофарбовані у два кольори: на блакитному тлі рельєфні деталі підкреслені білим кольором (русти, сандрики, лиштви, пілястри, карнизи). Вікна цокольного поверху мають лучкові перемички, на першому — прямокутної форми. На північно-західному фланзі фасаду раніше був головний вхід, оформлений порталом, завершеним трикутним сандриком із сухариками — тепер цей вхід закладений. Широкий профільований карниз відокремлює цокольний поверх від першого. Вікна першого поверху з прямими профільованими сандриками декоровано так само, як і портал, пілястрами на консолях із перехватами. Вінцевий карниз має розвинуту фризову частину, прикрашену тригліфами.

## Важливі установи

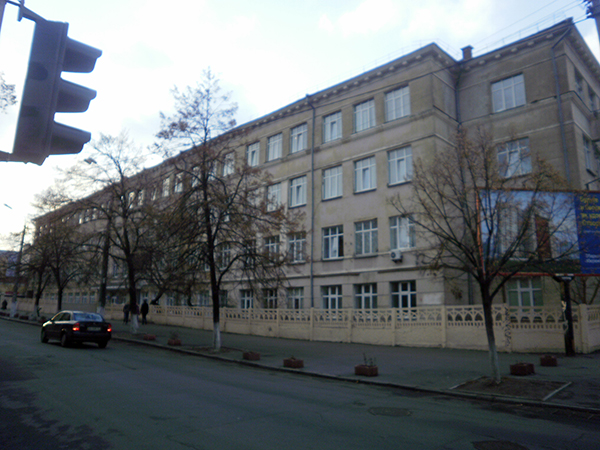
№ 3 — лікарня № 15 Подільського району, типовий проєкт

- 22/13-Д — Консульський відділ Посольства Іспанії в Україні.